# Cyrtodactylus semenanjungensis
Cyrtodactylus semenanjungensis là một loài thằn lằn trong họ Gekkonidae. Loài này được Grismer & Leong mô tả khoa học đầu tiên năm 2005.